# Солидарность
Солида́рность — совокупность групп или классов человеческой общности, которое производит или основано на общности интересов, целей и стандартов. Данное понятие отсылает к таким связям в обществе, которые объединяют людей в единое целое. Оно используется преимущественно в социологии, а также в иных общественных науках или философии.
Категория солидарности играет важную роль как в социалистических политических теориях, так и в католическом социальном учении.
Основания солидарности в разных обществах различны. В «простых» обществах оно может основываться преимущественно на родстве и общих ценностях. В более сложных обществах имеются разнообразные теории, в рамках которых рассматривается вопрос о том, что способствует созданию чувства общественной солидарности.
Солидарность также является одним из шести принципов Хартии Европейского союза по правам человека, а 20 декабря каждого года — это Международный день солидарности людей, признанный ООН.

## Эмиль Дюркгейм
Согласно Эмилю Дюркгейму, типы социальной солидарности коррелируют с типами общества. Э. Дюркгейм ввел понятия «механической» и «органической солидарности» («mechanical» and «organic solidarity») в рамках его теории развития обществ, описанной в работе «О разделении общественного труда» (1893). В обществе, демонстрирующем механическую солидарность, его сплоченность и интегрированность произрастает из гомогенности индивидуумов: люди чувствуют взаимную связь через сходную работу, образование, религию, образ жизни. Механическая солидарность обычно присутствует в «традиционных» и малых обществах. В простых (то есть племенных) обществах солидарность преимущественно основывается на родственных связях в рамках семейных «сетей». Органическая солидарность порождается взаимозависимостью, которая проистекает из специализации труда, а также различного рода взаимозависимостей (complementarities) между людьми. Солидарность такого типа встречается в «современных» и «промышленных» обществах.
- Определение: это социальное единство (social cohesion) основанное на взаимозависимости индивидуумов в более развитых обществах.

Хотя индивидуумы выполняют разные задачи, являются носителями различных ценностей и интересов, порядок в обществе и социальная солидарность в нём строятся на их взаимном доверии в выполнении конкретных задач. Слово «органическая» здесь обозначает взаимозависимость составных частей. Таким образом, в более сложных обществах социальная солидарность поддерживается через взаимозависимость их составных частей (то есть, фермеры производят пищу, которая кормит заводских рабочих, которые производят тракторы и прочую технику, позволяющую фермерам производить пищу).

## Пётр Кропоткин
Связь между биологическим и социальным представляла собой центральную важность для идеи солидарности, сформулированной анархистским идеологом и бывшим князем Петром Кропоткиным (1842—1921). В его наиболее известной книге «Взаимопомощь как фактор эволюции» (1902), написанной отчасти в ответ на «социальный дарвинизм» Генри Гексли, Кропоткин исследовал использование кооперации в качестве механизма выживания как в человеческих обществах на различных этапах их развития, так и среди животных. Согласно его взглядам, взаимопомощь, или кооперация, в рамках того или иного вида являлась важным фактором в эволюции социальных институтов. Солидарность является жизненно важной для взаимопомощи; деятельность, направленная на поддержку других людей, должна проистекать не из ожидания награды, но из инстинктивного чувства солидарности.
В введении к книге Кропоткин писал:
Число и важность различных учреждений Взаимной помощи, которые развились в человечестве, благодаря созидательному гению диких и полудиких масс, в течение самого раннего периода родового быта, и ещё более того впоследствии — в течение следующего периода деревенской общины, а также громадное влияние, которое эти ранние учреждения оказали на дальнейшее развитие человечества, вплоть до настоящего времени, побудили меня распространить область моих изысканий и на более поздние, исторические времена; в особенности я остановился на наиболее интересном периоде — средневековых свободных городов-республик, повсеместность и влияние которых на современную нашу цивилизацию до сих пор ещё недостаточно оценены. Наконец, я попытался также указать вкратце на громадную важность привычки взаимной поддержки, которая унаследованна человечеством за чрезвычайно долгий период его развития, которая играет даже теперь, в нашем современном обществе, хотя о нём думают и говорят, что оно покоится на принципе: «Каждый для себя, и государство для всех», — принцип, которому человеческие общества никогда не следовали вполне, и который никогда не будет приведён в осуществление».
Кропоткин выступал за альтернативные экономическую и социальную системы, которые бы координировались через горизонтальную сеть волонтёрских ассоциаций и в рамках которых товары бы распределялись в соответствии с физическими нуждами индивидуума, а не в соответствии с осуществляемым им трудом.

## В философии
Солидарность — это находящийся на стадии становления концепт в современной философии: он является объектом исследования в различных областях этики и политической философии.

## Налог солидарности
Налог солидарности — это налог, устанавливаемый государством некоторых стран с целью финансирования проектов, служащих в теории объединению или солидаризации страны. Как правило, такой налог начисляется на короткое время в дополнение к подоходному налогу физических лиц, частных предпринимателей и юридических лиц.
В Германии надбавка солидарности была впервые введена после объединения Германии. Надбавка составляла 7,5 % от суммы подлежащего к уплате подоходного налога (для физических лиц) и налога на прибыль (для юридических лиц). Позднее она была отменена и вновь введена с 1995 года по 31 декабря 1997 года, после чего, с 1 января 1998 года, была понижена до 5,5 %. Законность надбавки неоднократно оспаривалась, однако она была признана Федеральным финансовым судом Германии не противоречащей Конституции страны. Долговременное начисление солидарного налога в Германии рассматривалось как неконституционное.
В Италии налог солидарности был впервые введён с 2012 года. Все физические лица, годовой доход-брутто которых превышает 300 000 евро, обязаны выплачивать 3%-ный налог с суммы, превышающей эту величину. В России налог солидарности никогда не вводился, однако несмотря на это, регулярно появлялись слухи о планах руководства страны по введению такого налога. Во Франции налог солидарности на собственность выплачивается всеми гражданами и семейными парами, собственность которых на 1 января превышает 1,3 миллионов евро. Сумма налога варьируется в размере от 0,5 % до 1,5 % от стоимости собственности, превышающей 800 000 евро. С 1 января 2013 года налог солидарности также был введён в Чехии. В этой стране он составляет 7 % для всех жителей страны, зарабатывающих более 100 000 чешских крон в месяц.